# Get Outta My Way
"Get Outta My Way" er en sang af den australske sangerinde Kylie Minogue fra hendes ellevte studiealbum Aphrodite. Sangen blev udgivet som den anden single den 27. september 2010.

## Udgivelse
Minogue bekræftede at "Get Outta My Way" ville blive udgivet som albummets anden single. Singlen blev udgivet den 27. september 2010 på verdensplan. Sangen blev først gjort tilgængelig på det salgsfremmende album inden udgivelsen. "Get Outta My Way" blev skrevet og produceret af Lucas Secon, Damon Sharpe, Peter Wallevik, Daniel Davidsen og Cutfather.

## Komposition
"Get Outta My Way" er en dance-pop og synthpop-sang med en disco-orienteret rytme. I september 2010 blev Minogue interviewet om sangen. Hun sagde at "Get Outta My Way" er ren dance-pop og det er hvad hun er handler om.

## Hitlisteplaceringer
"Get Outta My Way" nåede tolvte pladsen på UK Singles Chart og nummer 69 i hendes hjemland Australien på ARIA Charts. Singlen havde bedre held i Spanien hvor den nåede nummer elleve og i Danmark hvor den nåede nummer tolv. Singlen nåede kun nummer 25 på den europæiske hitliste, nummer 29 i Frankrig, nummer 41 i Tyskland og nummer 23 i Schweiz. Sangen var også medhold i New Zealand hvor den nåede nummer 69 og nummer 57 i Japan.
Trods den generelle skuffelse nåede "Get Outta My Way" førsteplasden på Billboard (Hot Dance Club Songs). Sangen blev Minogues femte single som nåede førsteplasden på hitlisterne og den anden single fra albummet Aphrodite. I marts 2011 havde singlen solgte 66.000 eksemplarer i USA.

## Formater og sporliste
| CD single 1. "Get Outta My Way" – 3:39 2. "Get Outta My Way" (7th Heaven Mix) – 3:35 CD Maxi 1. "Get Outta My Way" – 3:39 2. "Get Outta My Way" (Bimbo Jones Club Remix Radio Edit) – 3:35 3. "Get Outta My Way" (Sidney Samson Remix) – 5:35 4. "Get Outta My Way" (Paul Harris Vocal Remix) – 7:18 5. "Get Outta My Way" (Mat Zo Remix) – 8:31 6. "Get Outta My Way" (Video) Britiske CD Promo 1. "Get Outta My Way" – 3:39 2. "Get Outta My Way" (Instrumental) – 3:45 | Amerikanske CD Promo 1 1. "Get Outta My Way" (7th Heaven Club Mix) – 7:52 2. "Get Outta My Way" (7th Heaven Radio Mix) – 3:35 3. "Get Outta My Way" (Paul Harris Mix) – 7:18 4. "Get Outta My Way" (Paul Harris Dub) – 7:36 Amerikanske CD Promo 2 1. "Get Outta My Way" (Daddy's Groove Remix) – 8:02 2. "Get Outta My Way" (Mat Zo Remix) – 8:30 3. "Get Outta My Way" (Kris Menace Remix) – 6:46 4. "Get Outta My Way" (Sidney Samson Remix) – 5:34 5. "Get Outta My Way" (BeatauCue Remix) – 5:03 Amerikanske CD Promo 3 1. "Get Outta My Way" (US Version) 2. "Get Outta My Way" (Instrumental) |

## Hitlister
| Hitliste (2010)                      | Placering |
| ------------------------------------ | --------- |
| Australien (ARIA Charts)             | 69        |
| Østrig (Ö3 Austria Top 40)           | 61        |
| Belgien (Ultratip Flandern)          | 5         |
| Belgien (Ultratip Vallonien)         | 6         |
| Tjekkiet (IFPI)                      | 50        |
| Danmark (Tracklisten)                | 12        |
| Europa (European Hot 100 Singles)    | 25        |
| Frankrig (SNEP)                      | 29        |
| Tyskland (Media Control Charts)      | 41        |
| Irland (Irish Singles Chart)         | 33        |
| Japan (Japan Hot 100)                | 57        |
| Schweiz (Schweizer Hitparade)        | 23        |
| Skotland (Official Charts Company)   | 11        |
| Slovakiet (IFPI)                     | 18        |
| Spanien (PROMUSICAE)                 | 11        |
| Storbritannien (UK Singles Chart)    | 12        |
| USA (Billboard Hot Dance Club Songs) | 1         |
| USA (Billboard Hot 100)              | 105       |